# Trophée Barthés 2021
El Trophée Barthés del 2021 fue la cuarta edición del torneo africano de rugby para jugadores de hasta 20 años (M20).
El torneo se disputó en la ciudad de Nairobi, Kenia.

## Equipos participantes
- Selección juvenil de rugby de Kenia
- Selección juvenil de rugby de Madagascar
- Selección juvenil de rugby de Senegal

## Tabla de posiciones
| Pos. | Equipo     | Encuentros | Encuentros | Encuentros | Encuentros | Tantos  | Tantos    | Tantos     | Puntos Bonus | Puntos Totales |
| Pos. | Equipo     | jugados    | ganados    | empatados  | perdidos   | a favor | en contra | diferencia | Puntos Bonus | Puntos Totales |
| ---- | ---------- | ---------- | ---------- | ---------- | ---------- | ------- | --------- | ---------- | ------------ | -------------- |
| 1    | Kenia      | 2          | 2          | 0          | 0          | 71      | 23        | + 48       | 1            | 9              |
| 2    | Madagascar | 2          | 1          | 0          | 1          | 54      | 24        | + 30       | 2            | 6              |
| 3    | Senegal    | 2          | 0          | 0          | 2          | 6       | 84        | - 78       | 0            | 0              |

|  | Campeón |

### Desarrollo
| 26 de junio | Kenia | 50 - 3 | Senegal |  |  |

| 3 de julio | Senegal | 3 - 34 | Madagascar |  |  |

| 11 de julio | Kenia | 21 - 20 | Madagascar |  |  |

| Bandera de Kenia |
| Campeón Kenia    |
| Segundo título   |